# Epimecinus humilis
Epimecinus humilis là một loài nhện trong họ Desidae.
Loài này thuộc chi Epimecinus. Epimecinus humilis được miêu tả năm 1924 bởi Lucien Berland.